# Municipio de Yates (Míchigan)
El municipio de Yates (en inglés: Yates Township) es un municipio ubicado en el condado de Lake en el estado estadounidense de Míchigan. En el año 2010 tenía una población de 761 habitantes y una densidad poblacional de 8,25 personas por km².

## Geografía
El municipio de Yates se encuentra ubicado en las coordenadas 43°51′5″N 85°43′56″O / 43.85139, -85.73222. Según la Oficina del Censo de los Estados Unidos, el municipio tiene una superficie total de 92.22 km², de la cual 91,4 km² corresponden a tierra firme y (0,89 %) 0,82 km² es agua.

## Demografía
Según el censo de 2010, había 761 personas residiendo en el municipio de Yates. La densidad de población era de 8,25 hab./km². De los 761 habitantes, el municipio de Yates estaba compuesto por el 55,58 % blancos, el 39,95 % eran afroamericanos, el 0,92 % eran amerindios, el 0,13 % eran isleños del Pacífico y el 3,42 % eran de una mezcla de razas. Del total de la población el 1,45 % eran hispanos o latinos de cualquier raza.